# Paccius mucronatus
Paccius mucronatus là một loài nhện trong họ Trachelidae.
Loài này thuộc chi Paccius. Paccius mucronatus được Eugène Simon miêu tả năm 1898.